# 富谷宿
富谷宿（とみやじゅく）は、奥州街道の72番目の宿場である。江戸時代初期の元和4年（1618年）に設置され、現在の宮城県富谷市富谷新町にあった。
仙台市と富谷市の境、国道4号の大沢峠から北へ約5kmの富谷市しんまち地区は、宮城県道256号（県道西成田宮床線）しんまち通り全長約400mの往還に旧家が建ち並ぶ。かつて富谷新町宿とも呼ばれており江戸時代には宿場であった。この界隈には江戸時代に肝入を務め本陣を仰せ付けられた内ヶ崎家がある。元本陣の内ヶ崎家別邸、本陣跡の近くに「恋路の坂」があり、この坂を上ると茶の畑がある。往時は一帯で茶が栽培され、富谷茶として知られていた。1970年（昭和45年）を最後に富谷茶の栽培が途絶えていたが2020年（令和2年）の復活を目指し栽培が再開された。

## 歴史
- 慶長5年12月24日（1601年1月28日）、仙台平野西部の河岸段丘に仙台藩祖・伊達政宗が仙台城（青葉城）および仙台城下町の建設を開始すると、城下町を通るようになった道路は奥州街道と呼ばれ仙台以北のルートが大きく変更され、富谷市を通るようになった。吉岡宿までの距離も遠くなり、往来する大名や旅人のために新たな宿場が必要となった。
- 吉岡黒川氏の家老だった内ヶ崎筑後[注釈 2]が、伊達政宗に宿場の開設を命ぜられると、元和4年（1618年）に富谷宿が誕生した。当時、宿駅の戸数はわずか13戸しかなかった。しかし、2年ほどで戸数が倍くらいになった。
- 元和6年（1620年）に正式に富谷宿として発足した。内ヶ崎織部[注釈 3]は検断と本陣を仰せつかり、富谷宿の発展に尽力した。
- 参勤交代をする奥州諸藩や松前藩の大名の宿泊所となる本陣を務めたのは内ヶ崎家。
- 天保13年（1842年）には、宿屋、呉服屋、酒屋、醤油屋など25業種、75軒もの店が街道沿いに軒を連ねていた。

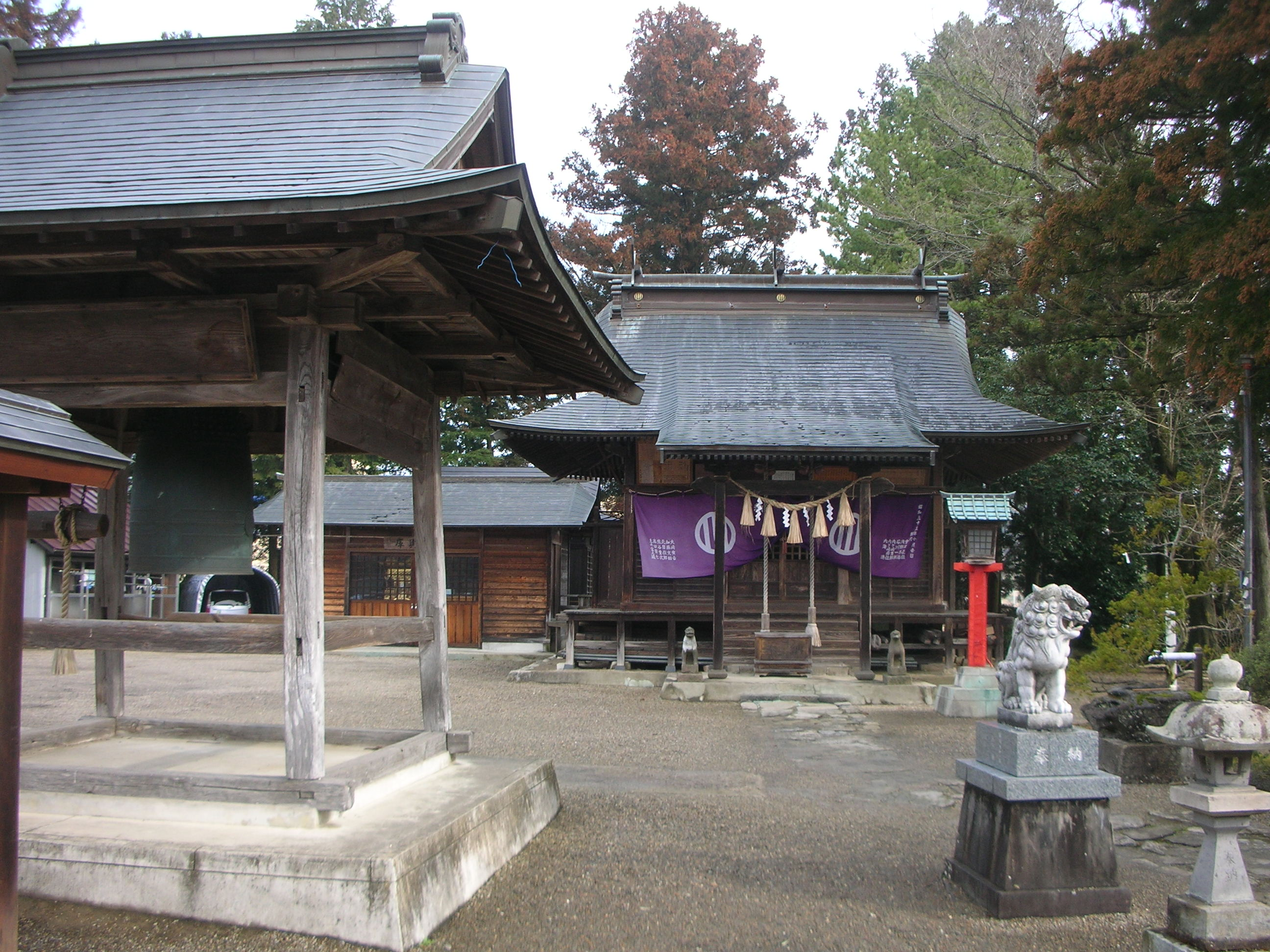
宿場の入り口脇、熊野神社

- 平成30年（2018年）10月13日 開宿400年記念の富谷宿「街道まつり」開催[5]

## 観光

### 拠点施設
2021年春に内ヶ崎作三郎の生家を大規模改修した観光施設「富谷宿観光交流ステーション」（とみやど）がオープンする。観光施設内には内ヶ崎の記念館が設けられる。

### 周辺の観光地

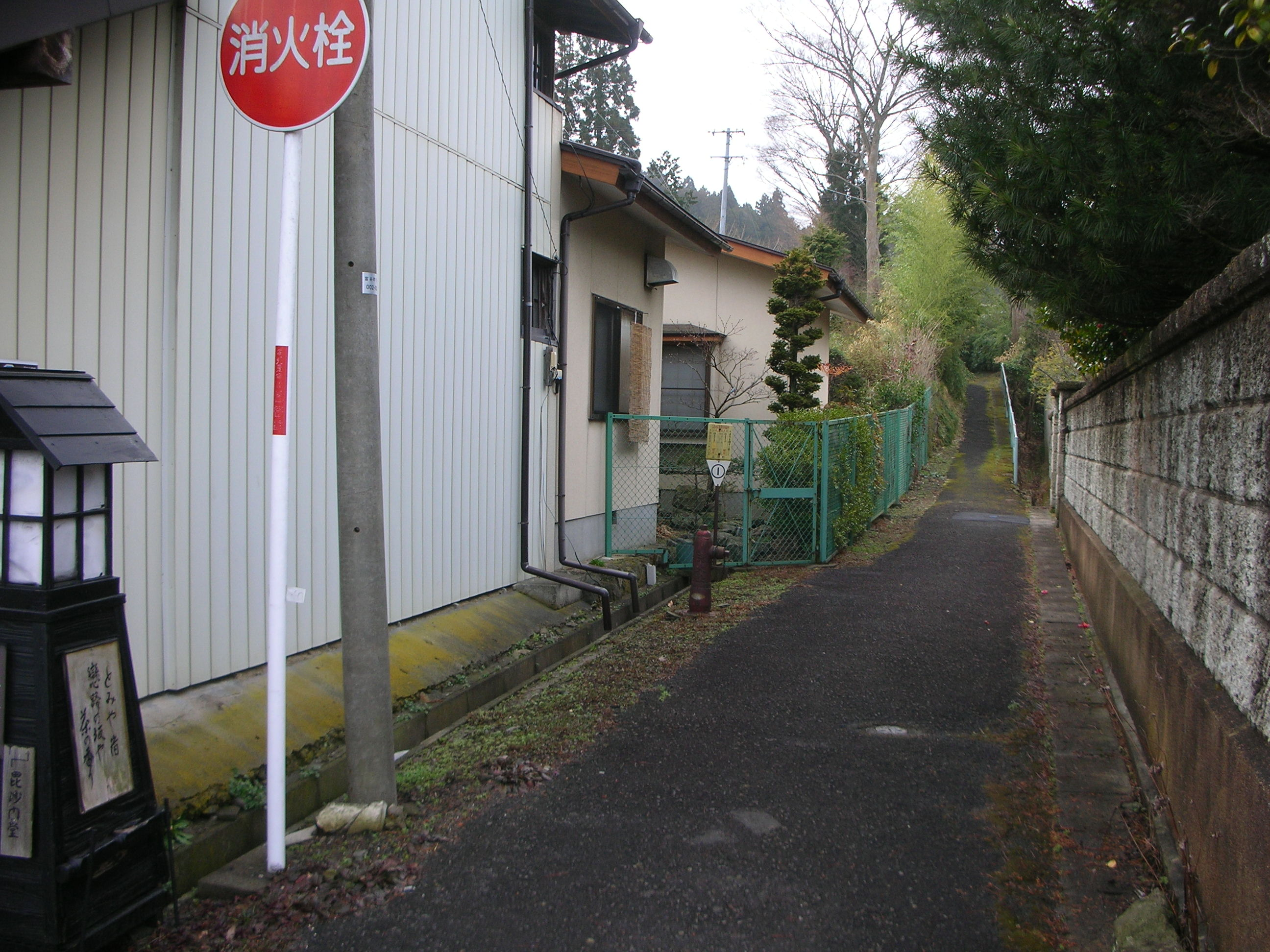
恋路の坂の登り口

- 恋路の坂[注釈 4]
- しんまち公園
- 富ヶ岡公園
- 南川ダム
- 宮床ダム
- 七ツ森湖畔公園
- あさひな湖畔公園
- 内ヶ崎酒造店
- 原阿佐緒記念館
- 大亀山森林公園
- 内ヶ崎家別邸

## 祭り・イベント
- とみやふるさとまつり - 例年8月の中旬に行われる。

## 隣りの宿場
- 七北田宿（仙台中心部寄り）
- 吉岡宿（大崎市寄り）

## アクセス
- 東北自動車道泉ICから車で15分
- 仙台北部道路富谷ICから車で5分
- 駐車場 - 富谷市福祉健康センターの南側の大規模無料駐車場を利用できる。

## 駐車場
- 内ヶ崎家別邸の南脇にしんまちめぐりの無料駐車場有り、普通車7台無料、17:00まで

富谷宿界隈
- 内ヶ崎家別邸
- しんまち通り界隈（1）
- しんまち通り界隈（2）
- しんまち通り界隈（3）
- しんまち通り界隈（4）